# La expulsión de los mercaderes (El Greco, Londres)
La expulsión de los mercaderes, o La purificación del Templo, es un lienzo de Doménikos Theotocópuli — el Greco—actualmente en la National Gallery de Londres. El Greco realizó siete versiones de este tema, siendo el presente lienzo el tercero realizado en España y el quinto de toda su producción. Es posterior a La expulsión de los mercaderes (Cambridge), y anterior a otra variante perteneciente a una colección privada. 

## Introducción
La Expulsión de los mercaderes del Templo es un episodio de la vida de Jesús, narrado en los cuatro evangelios canónicos: —Mt. 21:12, Mr. 11:15-17, Lc. 19:45-46, Jn. 2:13-16— donde se relata como Jesús expulsó del Templo de Jerusalén a los cambistas y comerciantes que vendían animales para sacrificios rituales.

## Análisis de la obra

### Datos técnicos y registrales
- Londres, National Gallery, n º. de catálogo NG1457;
- Pintura al óleo sobre lienzo;
- Dimensiones: 106 x 130 cm, según Harold Wethey (106.3 × 129.7 cm, según la National Gallery);
- Datación: ca.1600-1605, según Wethey  (ca.1600, según la National Gallery); [8]
- Consta con el n º. 108 en el catálogo razonado de Wethey, y con la referencia 95-e en el de Tiziana Frati.[9]

### Descripción de la obra
Según Wethey, esta versión es la mejor todas las que el Greco dedicó a este tema. Las figuras, sobre todo los desnudos, están más terminados que las de La expulsión de los mercaderes (Nueva York), que muy probablemente sirvió de boceto para el presente lienzo, que duplica el tamaño de aquel presunto modelo.
Parece que el Greco —en líneas generales— estaba satisfecho con sus versiones juveniles, pero en las variantes realizadas en Toledo, introdujo unos cambios orientados a una mayor concentración de la imagen. La composición es más sencilla, eliminando los pequeños animales, varios personajes, y otros aspectos que Marañón consideraba indecentes. Asimismo, enriqueció el significado doctrinal, lo cual, es propio de su evolución artística.
Siguen —como en el supuesto boceto— el grupo principal en primer término, los dos ancianos integrados en el grupo y —en la parte derecha— la profundidad espacial muy limitada. Cristo sigue en el centro del lienzo, con un grupo de apóstoles a su alrededor. En el grupo de la izquierda, persisten los dos mancebos con el torso desnudo y el personaje que los separa. Cierra el primer plano a la izquierda un muchacho en escorzo, recogiendo una caja.
Como en el supuesto boceto, este lienzo representa un escenario parecido al de las dos versiones italianas, pero ahora no solamente elimina el escalón, sino que representa un pavimento más o menos liso, cuando en la versión anterior estaba embaldosado. Continúan viéndose los edificios pretendidamente "romanos" a través del gran arco central, con la inclusión de dos relieves sobre episodios del Antiguo Testamento.
El relieve de la Expulsión de Adán y Eva del Paraíso flanquea el arco por la izquierda. Adán y Eva tienen un paralelo con los comerciantes pecaminosos: fueron expulsados del Paraíso, como Cristo expulsó a los mercaderes del Templo. Flanqueando el arco por la derecha, aparece un relieve del Sacrificio de Isaac, que simboliza la obediencia a la voluntad de Dios, y que también prefigura la Crucifixión, necesaria para redimir el Pecado original. Bajo estos relieves —y separados por la figura del Salvador— se hallan dos grupos de figuras que —según Wittkower— podrían tener una representación simbólica, apareciendo a la izquierda los pecadores irredentos y, a la derecha, los personajes redimidos.

## Procedencia
1. J.C.Robinson -Adquirido en la venta de Christie's, el 30 de junio de 1897, número 30-
2. Donado por Robinson a la National Gallery en el año 1895.[10]